# ハンス・セリエ
ハンス・セリエ（Hans Selye,ハンガリー語: Selye János, 1907年1月26日 - 1982年10月16日）は、ハンガリー系カナダ人の生理学者。ストレス学説を唱え、ストレッサーの生体反応を明らかにした。

## 略歴
ハンス・セリエは、1907年1月26日、オーストリア＝ハンガリー帝国のウィーンで生まれた。1929年にプラハで医学と化学の博士号を取得し、1931年にロックフェラー財団の奨学金を得てジョンズ・ホプキンズ大学へ移った。さらにモントリオールのマックギル大学に移り、ストレス問題の研究を開始した。1945年にはモントリオール大学実験医学研究所において、40人の助手とともに15000匹の実験動物を用いた研究を開始する。実験医学及び外科の教授、施設長を兼務する。彼は、1700にのぼる研究報告と15の学術論文および7冊の本の出版を行った。
1957年に来日したことを契機に、日本国内でもストレスという言葉は一般的に用いられるようになった。
1982年10月16日にカナダ・ケベック州モントリオールで死去した。

## ストレスの研究
ハンス・セリエは、ストレスを「外部環境からの刺激によって起こる歪みに対する非特異的反応」と考え、ストレッサーを「ストレスを引き起こす外部環境からの刺激」と定義した。ストレッサーには、寒冷、騒音、放射線、電磁波、電界といった物理的ストレッサー、酵素、薬物、化学物質などの化学的ストレッサー、炎症、感染、カビといった生物的ストレッサー、怒り、緊張、不安、喪失といった心理的ストレッサーに分類される。ハンス・セリエのストレス学説の基本は、ストレッサーに曝された生体の見せる有害性に適応しようとする生化学的反応である適応症候群の理論にある。適応症候群は、脳の視床下部や副腎皮質などのホルモン分泌や自律神経系の神経伝達活動により起こる反応で、これによりホメオスタシスを維持することができるとされる。汎適応症候群（GAS：General Adaptation Syndrome)と局所的適応症候群に分けられる。
セリエは、全身適応症候群として3つの時期に分けた。
警告反応期
ストレッサーに対する警報を発し、ストレスに耐えるための内部環境を急速に準備する緊急反応をする時期である。警告反応期は、ショック相と反ショック相に分けられる。ショック相では、ストレッサーのショックを受けている時期であり、自律神経のバランスが崩れて、筋弛緩・血圧低下・体温低下・血液濃度の上昇・副腎皮質の縮小などの現象が見られ外部環境への適応ができていない状態と言える。このショック相は、数分〜1日程度持続する。一方、反ショック相ではストレス適応反応が本格的に発動される時期で、視床下部、下垂体、副腎皮質から分泌されるホルモンの働きにより、苦痛・不安・緊張の緩和、神経伝達活動の活性化、血圧・体温の上昇、筋緊張促進、血糖値の上昇・副腎皮質の肥大・胸腺リンパ節の萎縮といった現象が見られる。
抵抗期
生体の自己防御機制としてのストレッサーへの適応反応が完成した時期で持続的なストレッサーとストレス耐性が拮抗している安定した時期である。しかし、この状態を維持するためにはエネルギーが必要であり、エネルギーを消費しすぎて枯渇すると次の疲憊期に突入する。しかし、疲憊期に入る前にストレッサーが弱まるか消えれば、生体は元へ戻り健康を取り戻す。
疲憊期
長期間にわたって継続するストレッサーに生体が対抗できなくなり、段階的にストレッサーに対する抵抗力（ストレス耐性）が衰えてくる。疲憊期の初期には、心拍・血圧・血糖値・体温が低下する。さらに疲弊状態が長期にわたって継続し、ストレッサーが弱まることがなければ、生体はさらに衰弱してくる。
ハンス・セリエは、副腎を摘出したマウスは、こういった3つの反応は起こらず、副腎皮質から出るステロイドホルモンが重要な働きを示していることを証明した。

## 出版物
- 『生命とストレス』（細谷東一郎訳、工作舎） 1997　ISBN 978-4-87502-284-8

## 関係者
- ウォルター・B・キャノン
- クロード・ベルナール
- 電位治療器
- ヘルストロン